# SCDR Anaitasuna
A Sociedad Cultural Deportivo Recreativa Anaitasuna é um clube de handebol sediado em Pamplona, Espanha. Atualmente compete na Liga ASOBAL.